# Ponte Albanito
Ponte Albanito è una località rurale del comune di Foggia, nell'omonima provincia pugliese. Ubicata su un modesto poggio in posizione dominante rispetto alla bassa valle del Cervaro, la località è situata una dozzina di chilometri a sud del centro cittadino.

## Origini del nome
La prima parte del toponimo sembra alludere al grande ponte romano della via Traiana, sul fiume Cervaro, i cui ruderi emergono presso la vicina masseria Ponte Rotto. La seconda parte del nome è invece un fitonimo ed è riferibile alla presenza di vigneti della varietà albana (uva bianca).

## Storia
L'area, destinata da sempre ad uso agricolo, assume notevole rilievo archeologico poiché la presenza umana in loco è attestata da una stratificazione ininterrotta dal Neolitico all'età contemporanea, passando per l'età del bronzo (industria litica e ceramica d'impasto), l'età del ferro (vestigia di un villaggio daunio), l'epoca romana (resti di una fattoria del periodo repubblicano e di una villa del periodo medio- e tardo-imperiale), il medioevo (ruderi di un imponente casale con presenza, al suo interno, di una domus federiciana) e l'età moderna (cui risale la masseria tuttora esistente).

## Infrastrutture e trasporti
Nell'ampia vallata sottostante, a non molta distanza dal fiume Cervaro lungo la linea ferroviaria (elettrificata e a doppio binario) diretta a Napoli e a Roma, sorge la stazione di Ponte Albanito.